# Clavariaceae
Clavariaceae is een botanische naam, voor een familie van schimmels. 
Enkele voorbeelden van schimmels uit deze familie zijn:
- Amethistknotszwam (Clavaria zollingeri)
- Heideknotszwam  (Clavaria argillacea)
- Lila koraaltje (Ramariopsis pulchella)
- Wormvormige knotszwam (Clavaria fragilis)

## Geslachten
De familie bestaat uit de volgende geslachten:
- Camarophyllopsis
- Clavaria
- Clavicorona
- Clavulinopsis
- Hodophilus
- Hirticlavula
- Hygrotrama
- Hyphodontiella
- Lamelloclavaria
- Mucronella
- Ramariopsis
- Setigeroclavula

## Verspreiding
De familie heeft een wereldwijde verspreiding, hoewel veel individuele soorten meer gelokaliseerd zijn. Basidiocarpen van Hirticlavula, Hyphodontiella en Mucronella komen voor op dood hout en worden dus normaal in bossen aangetroffen. Soorten van de overige geslachten kunnen ook in bossen worden aangetroffen, maar in Europa zijn ze meer typerend voor oude, agrarisch niet-verbeterde wasplaatjes-graslanden.

## Ecologie
Van houtachtige soorten wordt aangenomen dat ze saprotrofe, houtrottende schimmels zijn; Ceratellopsis-soorten komen voor op dode bladeren en strooisel en worden ook geacht saprotroof te zijn. De overige leden van de Clavariaceae worden als biotroof beschouwd, een paar vormen associaties met ericaceous planten.

## Foto's

Camarophyllopsis
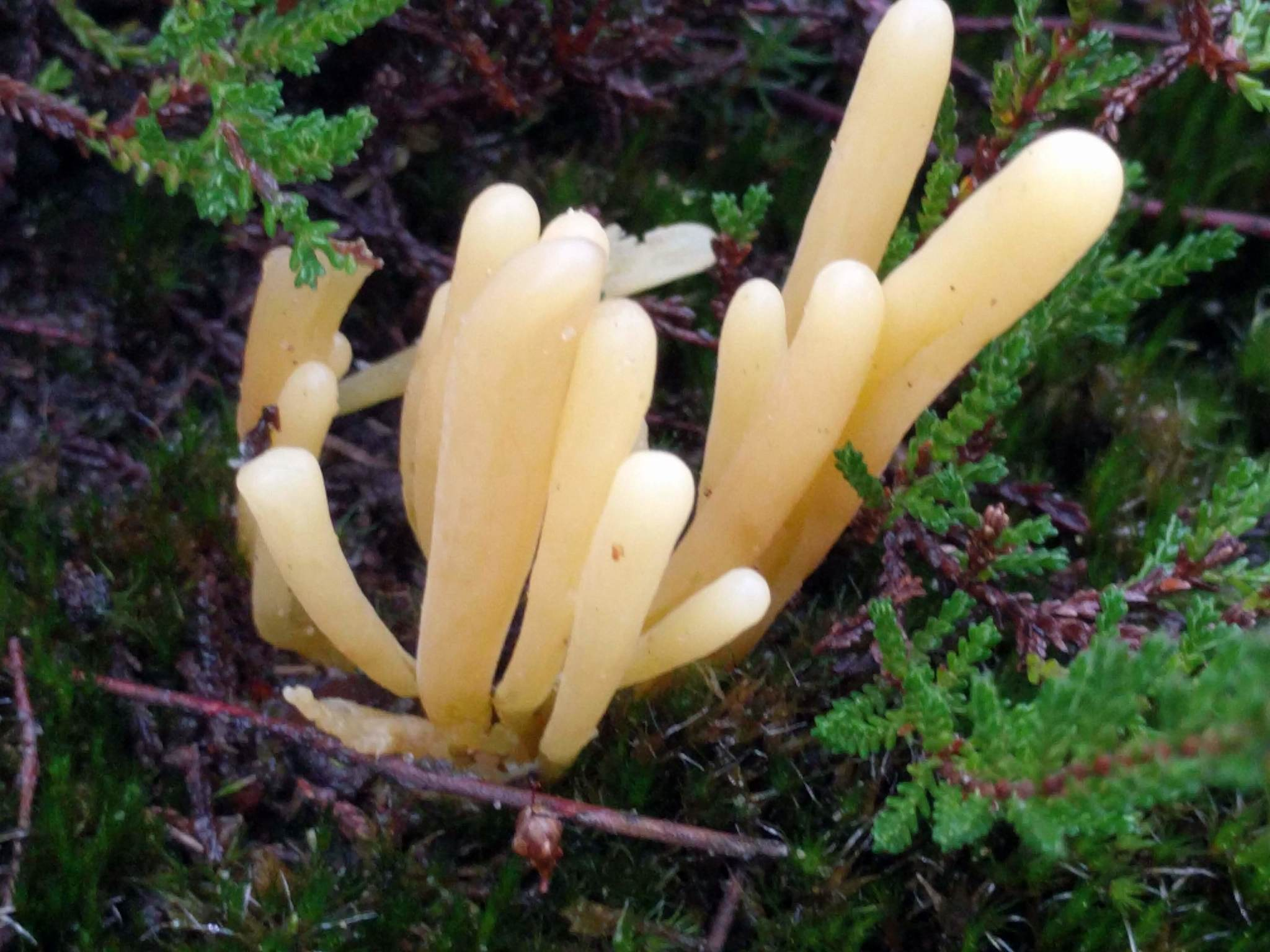
Clavaria argillacea
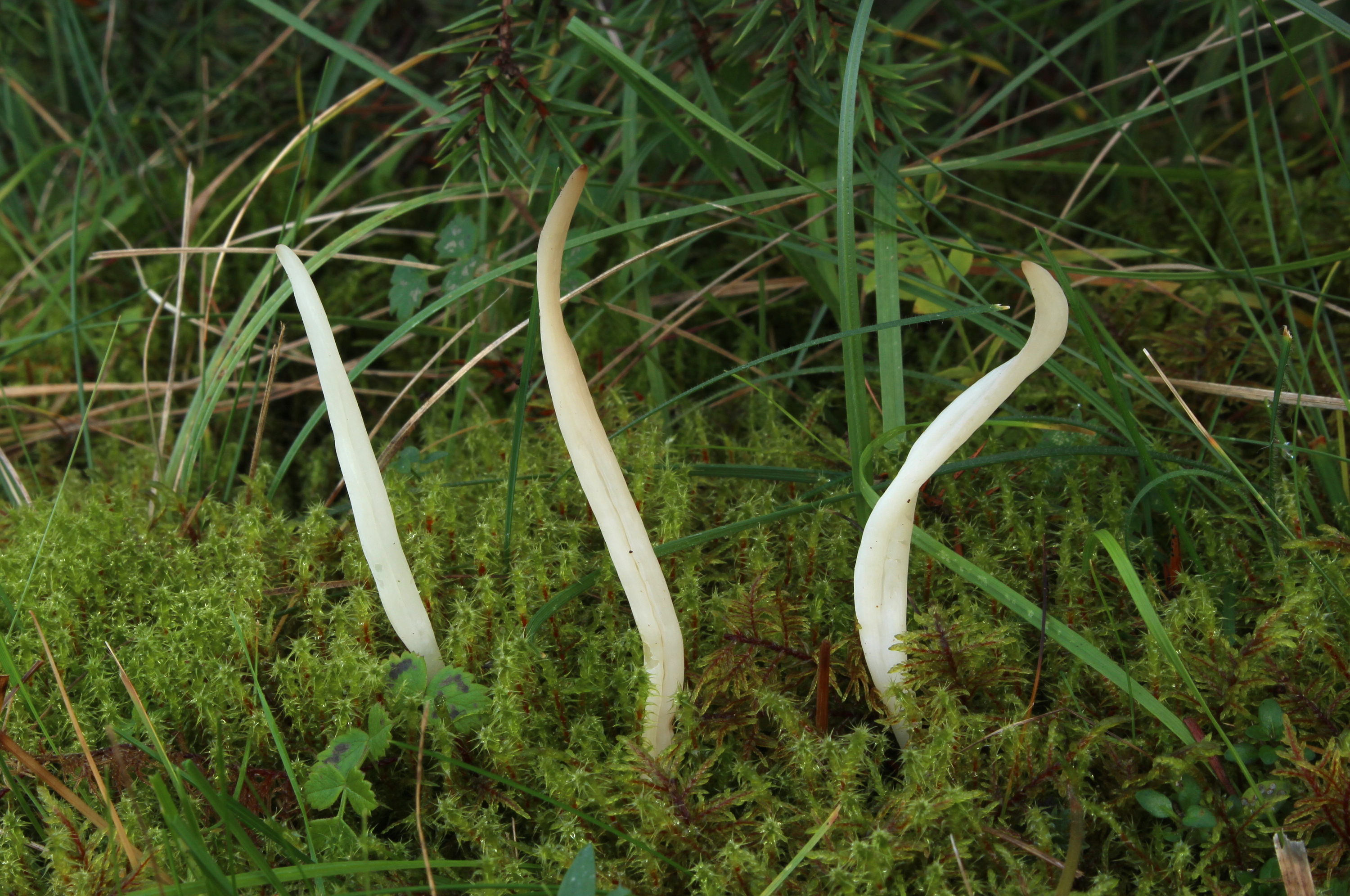
Clavaria falcata
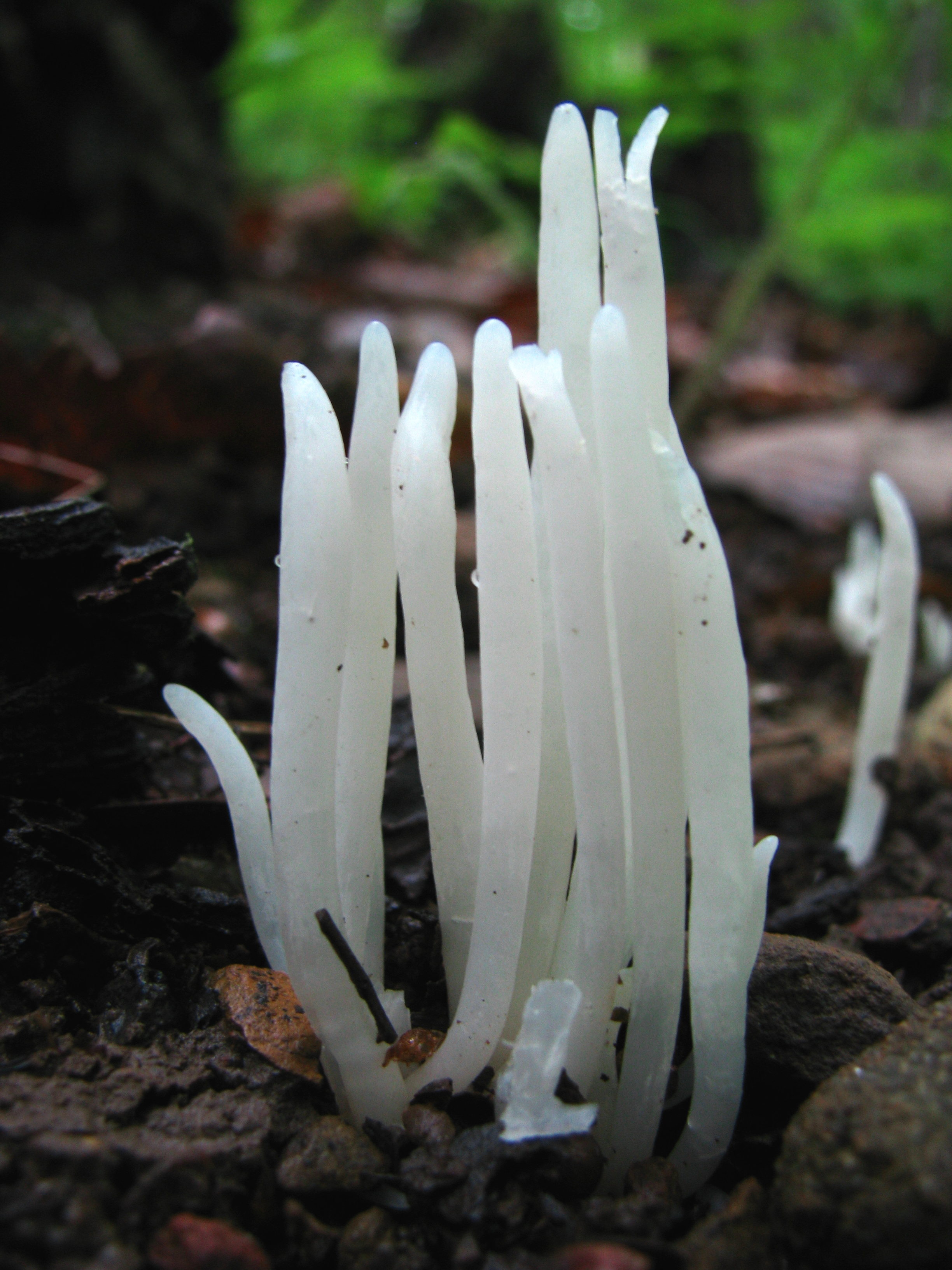
Clavaria fragilis
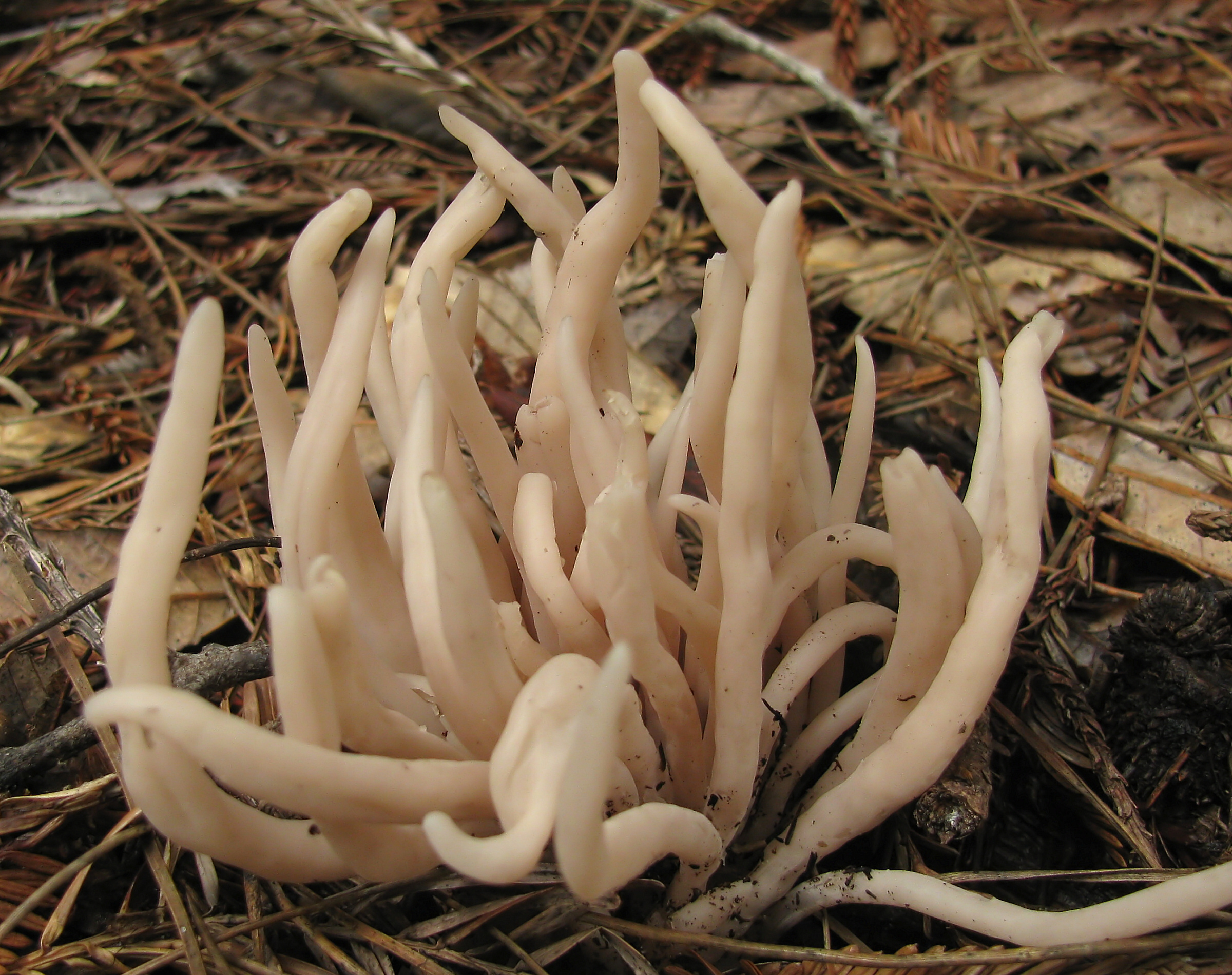
Clavaria fumosa
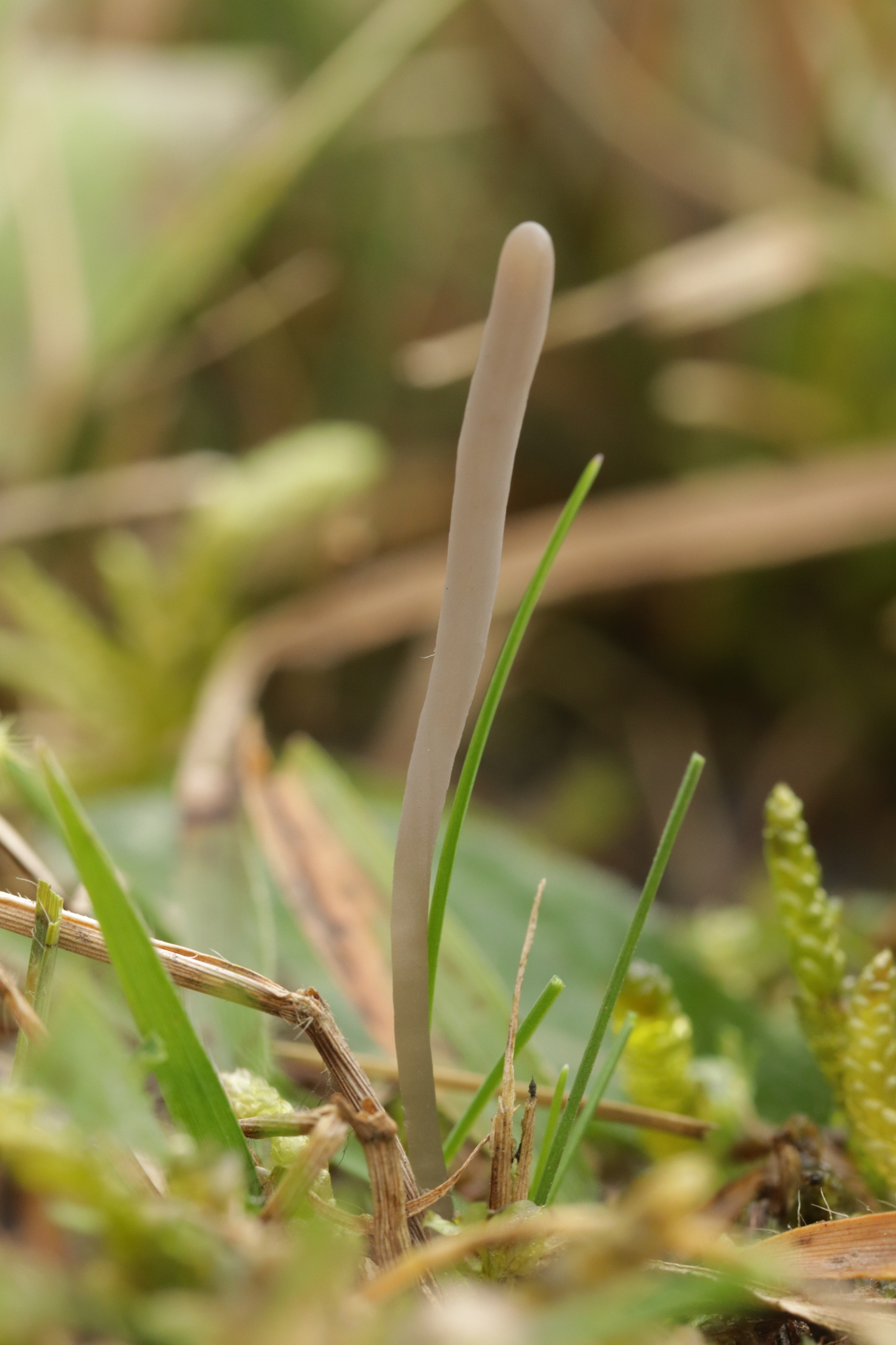
Clavaria greletii
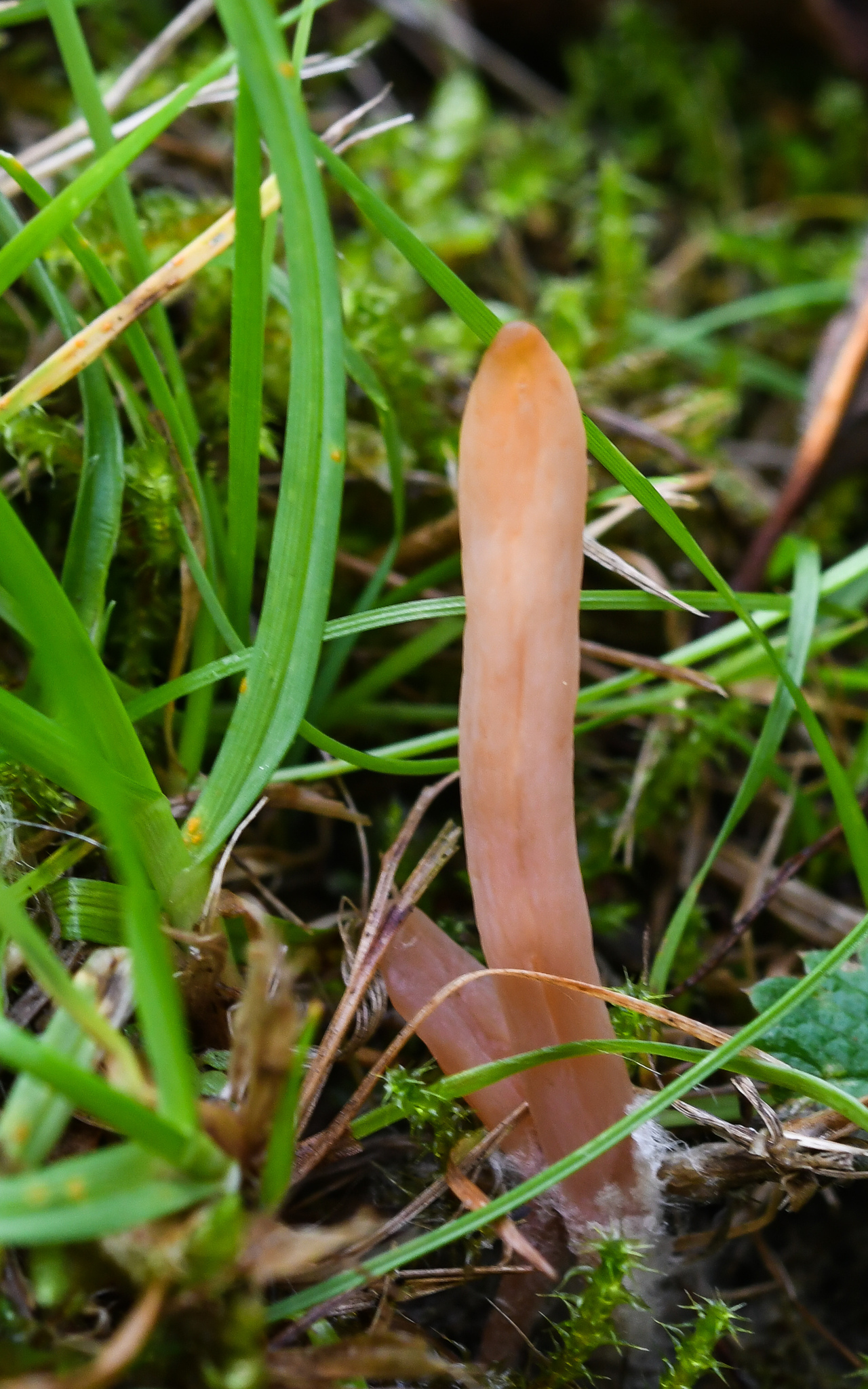
Clavaria incarnata
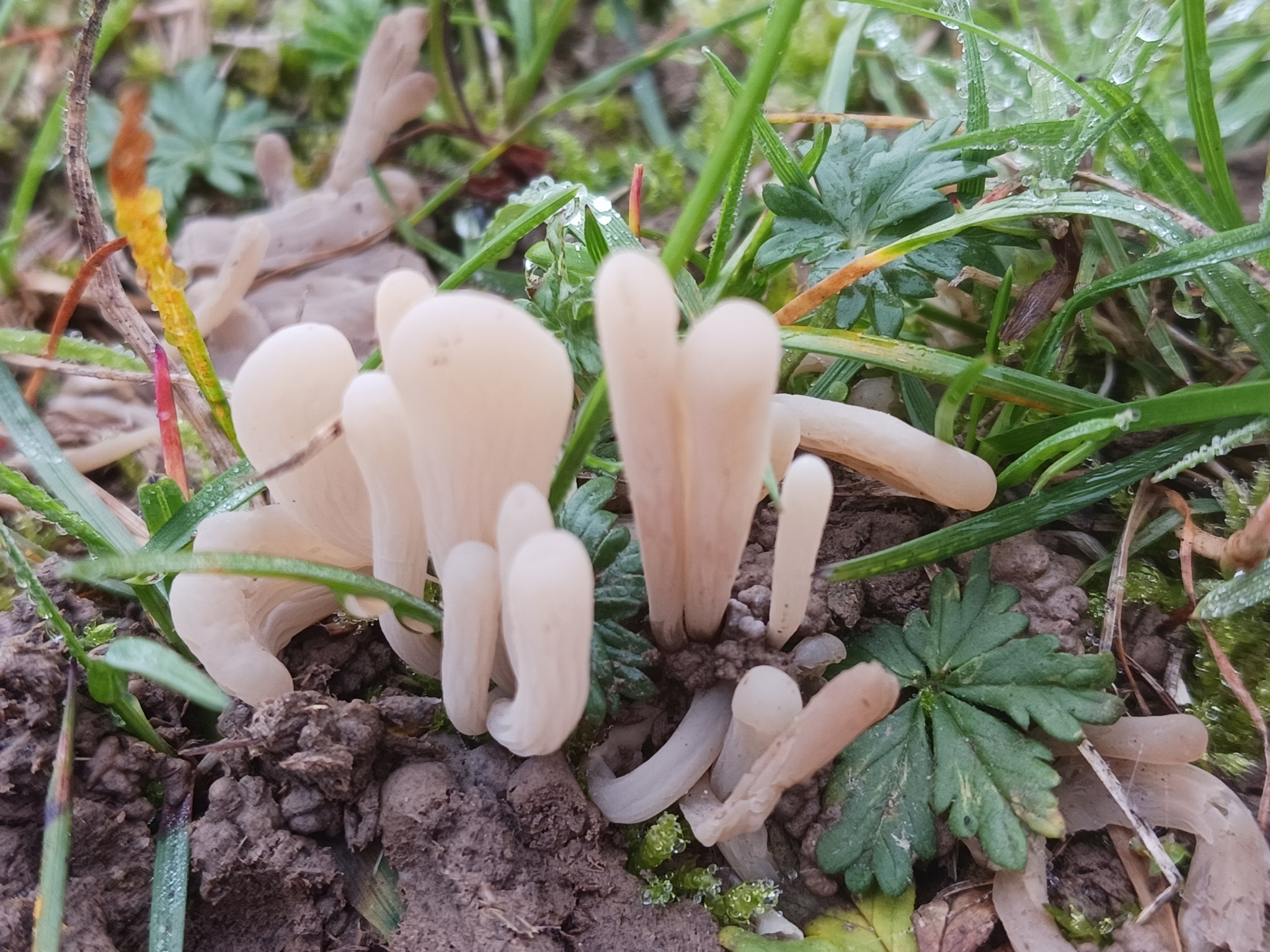
Clavaria krieglsteineri
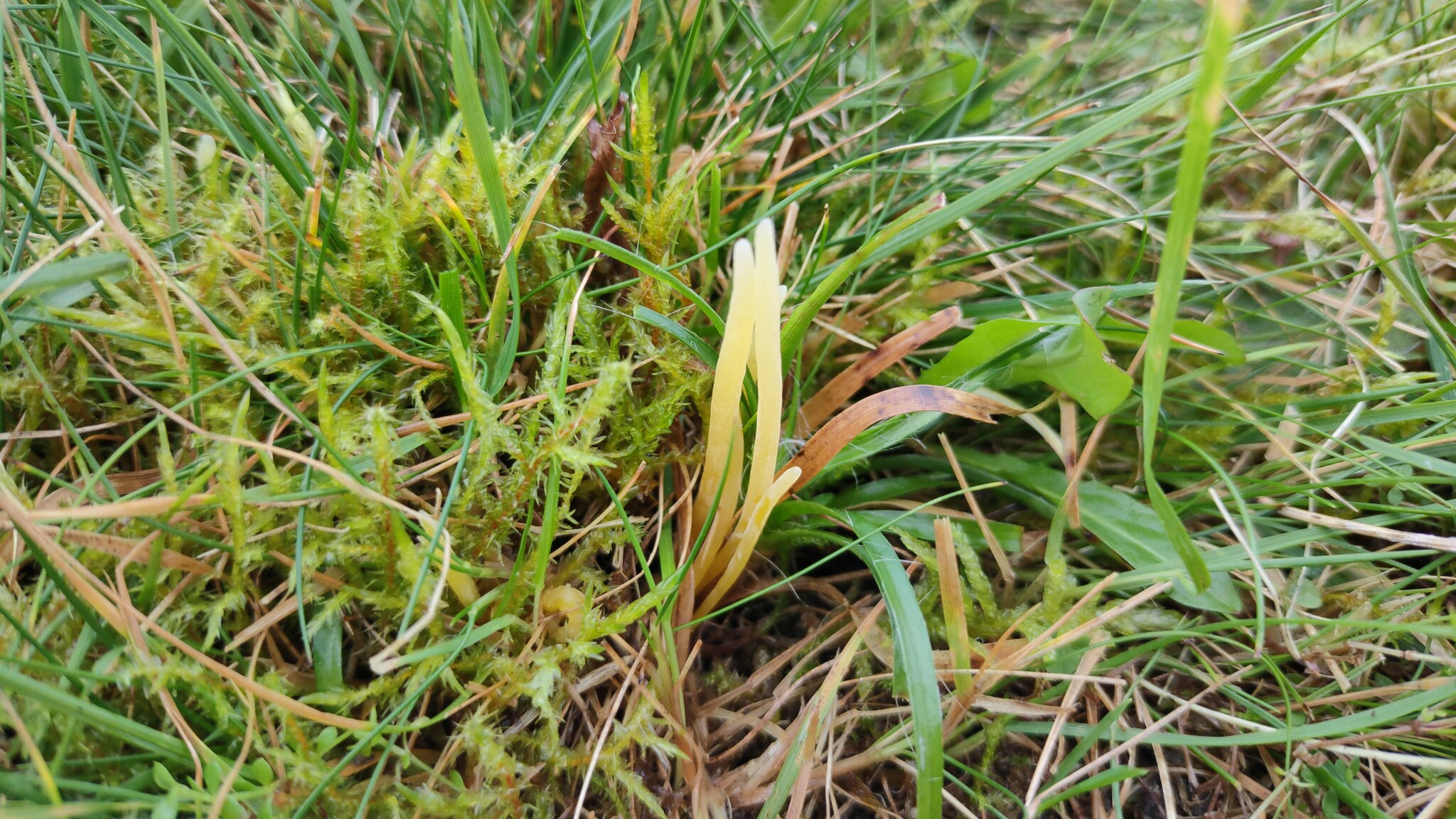
Clavaria straminea
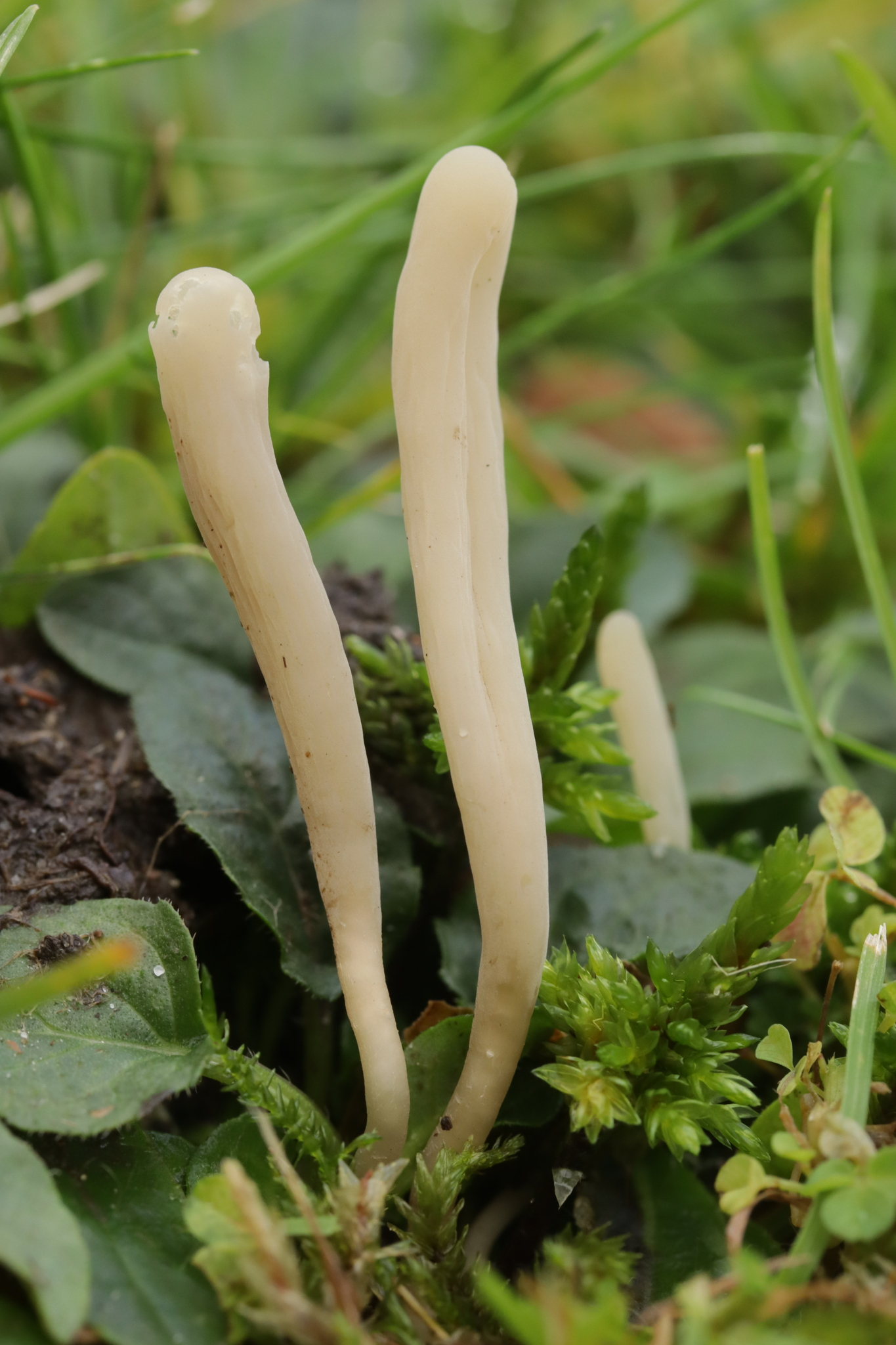
Clavaria tenuipes
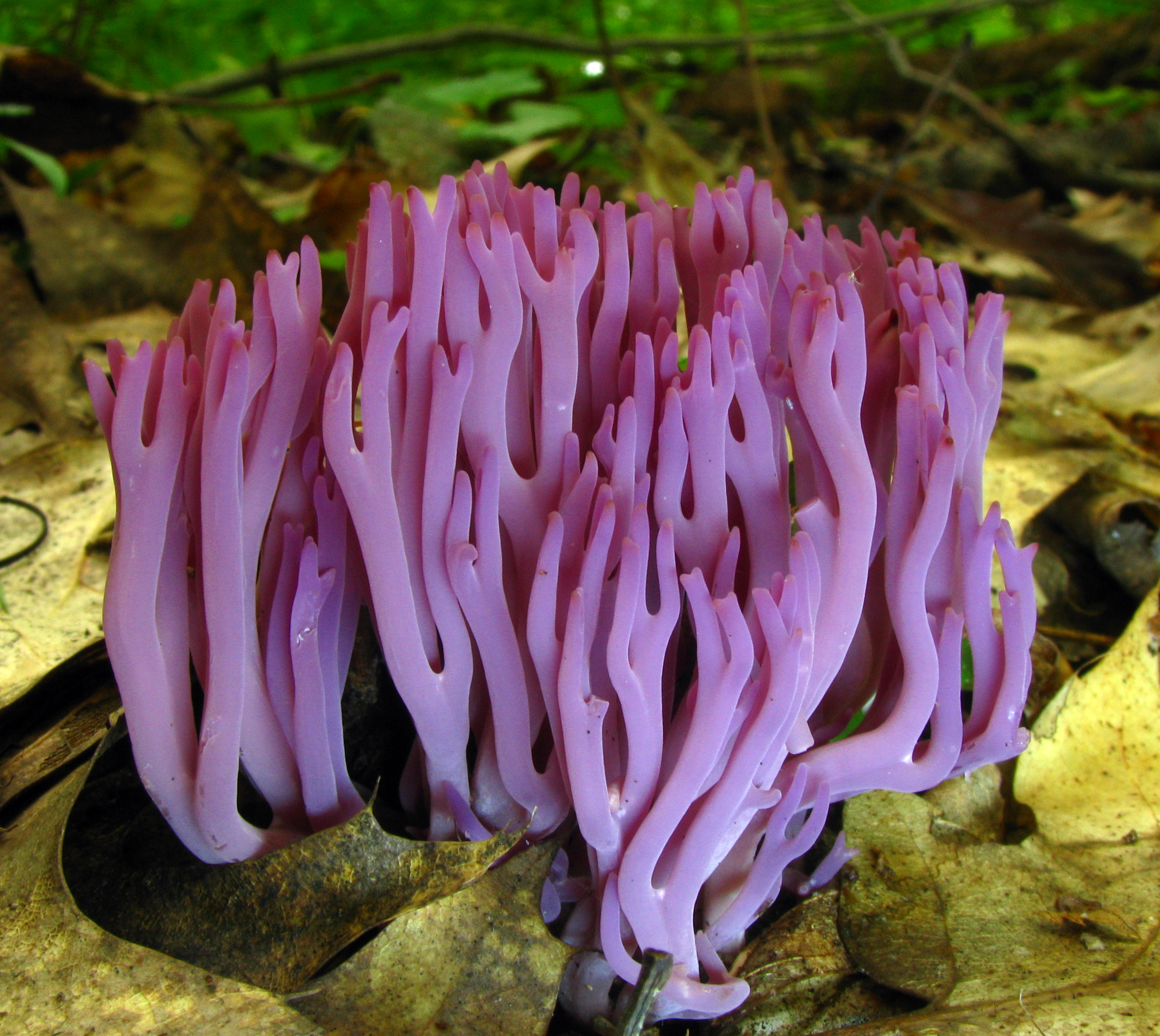
Clavaria zollingeri
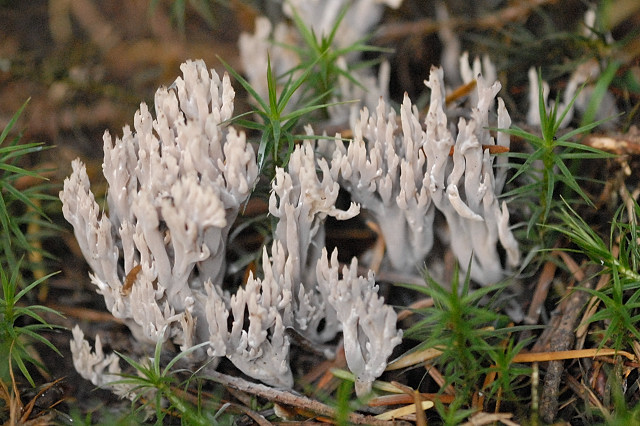
Clavulina cinerea
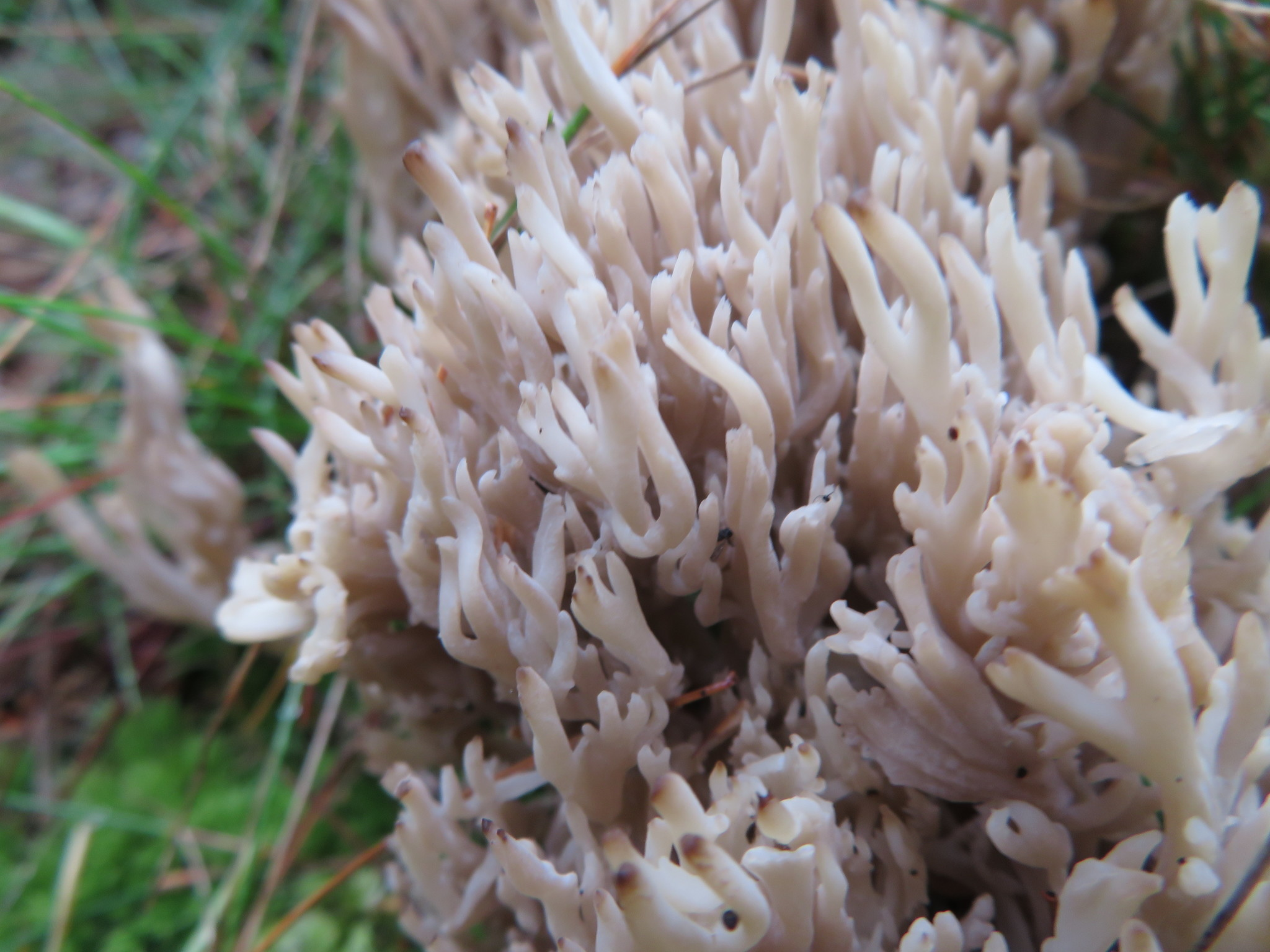
Clavulina coralloides
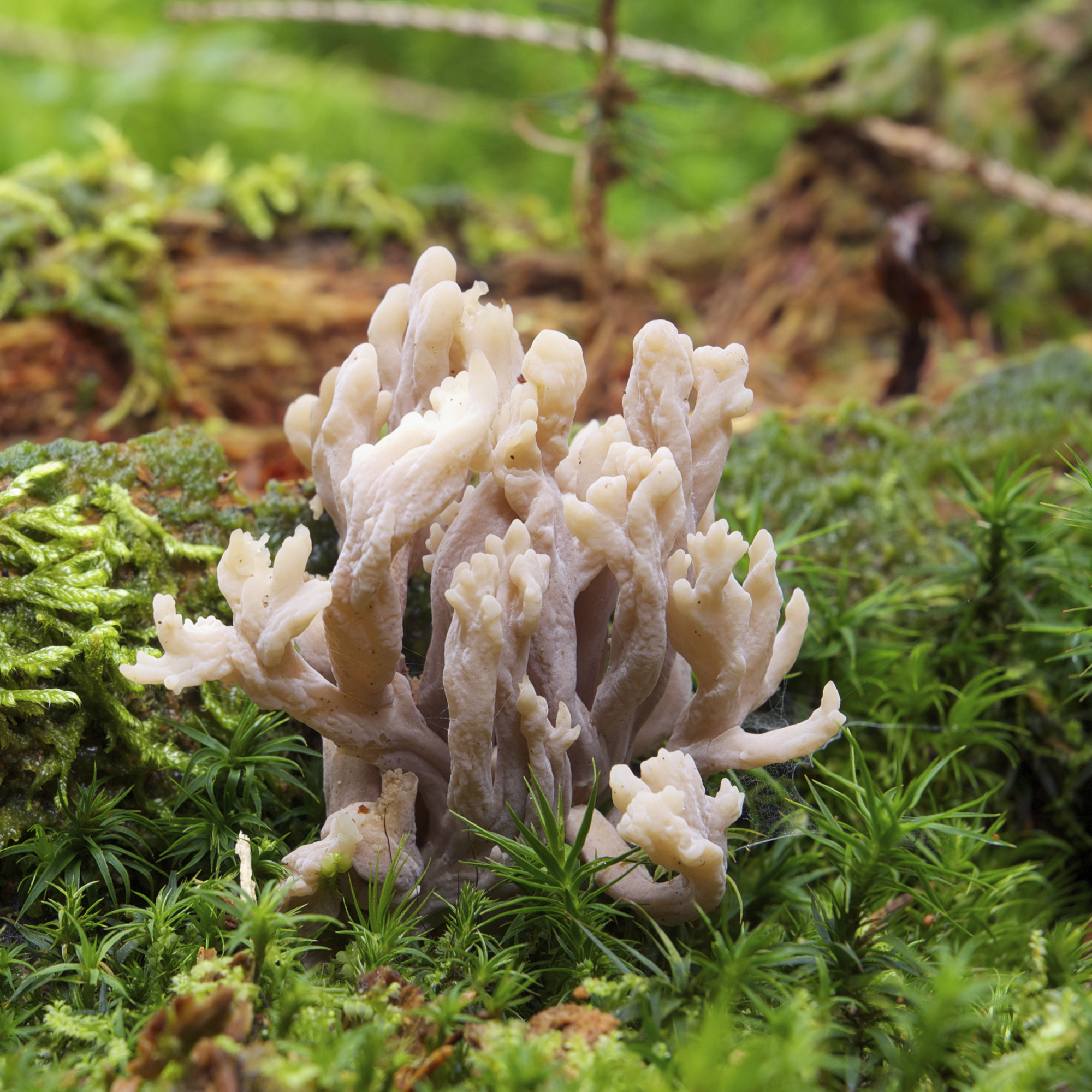
Clavulina rugosa
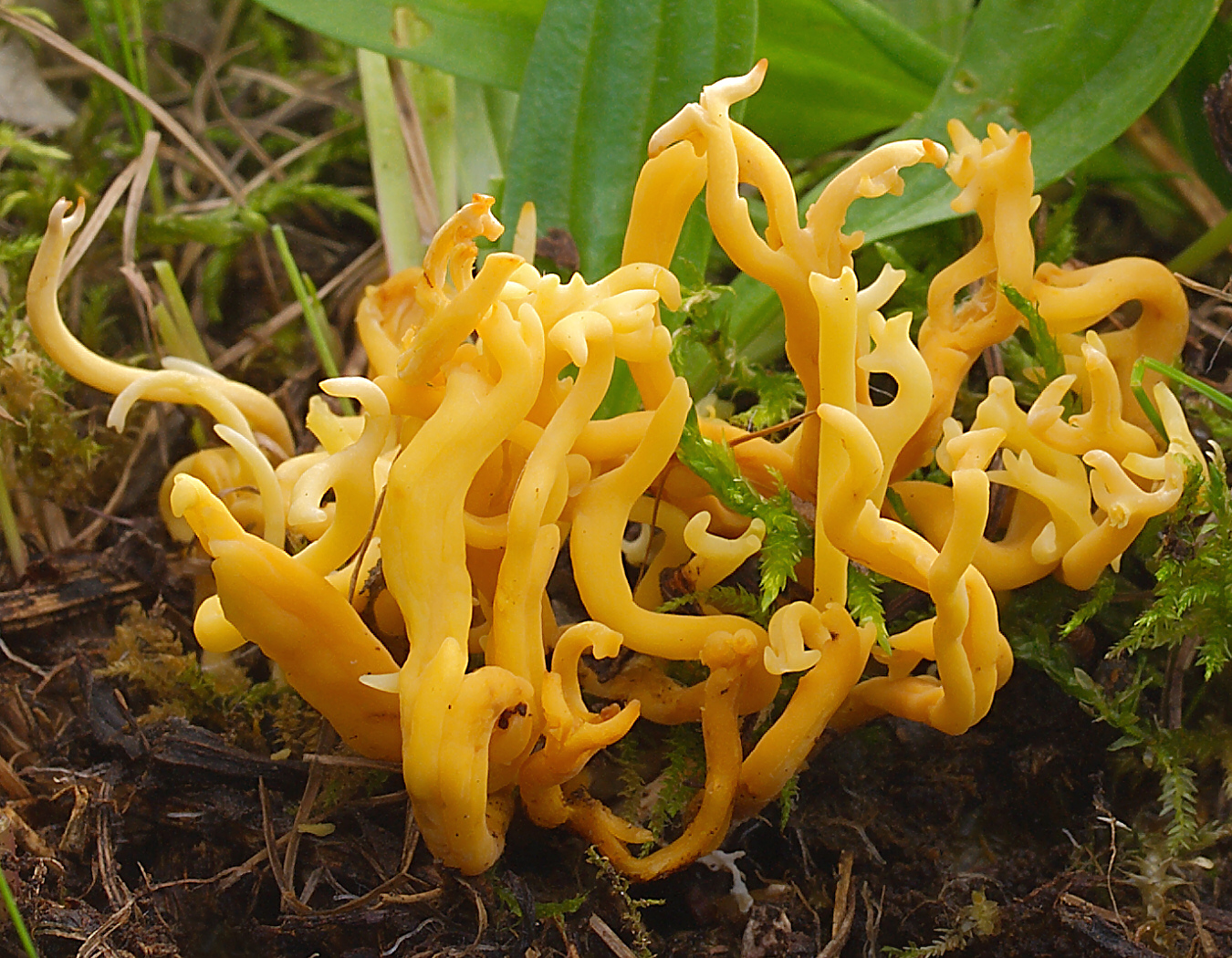
Clavulinopsis corniculata
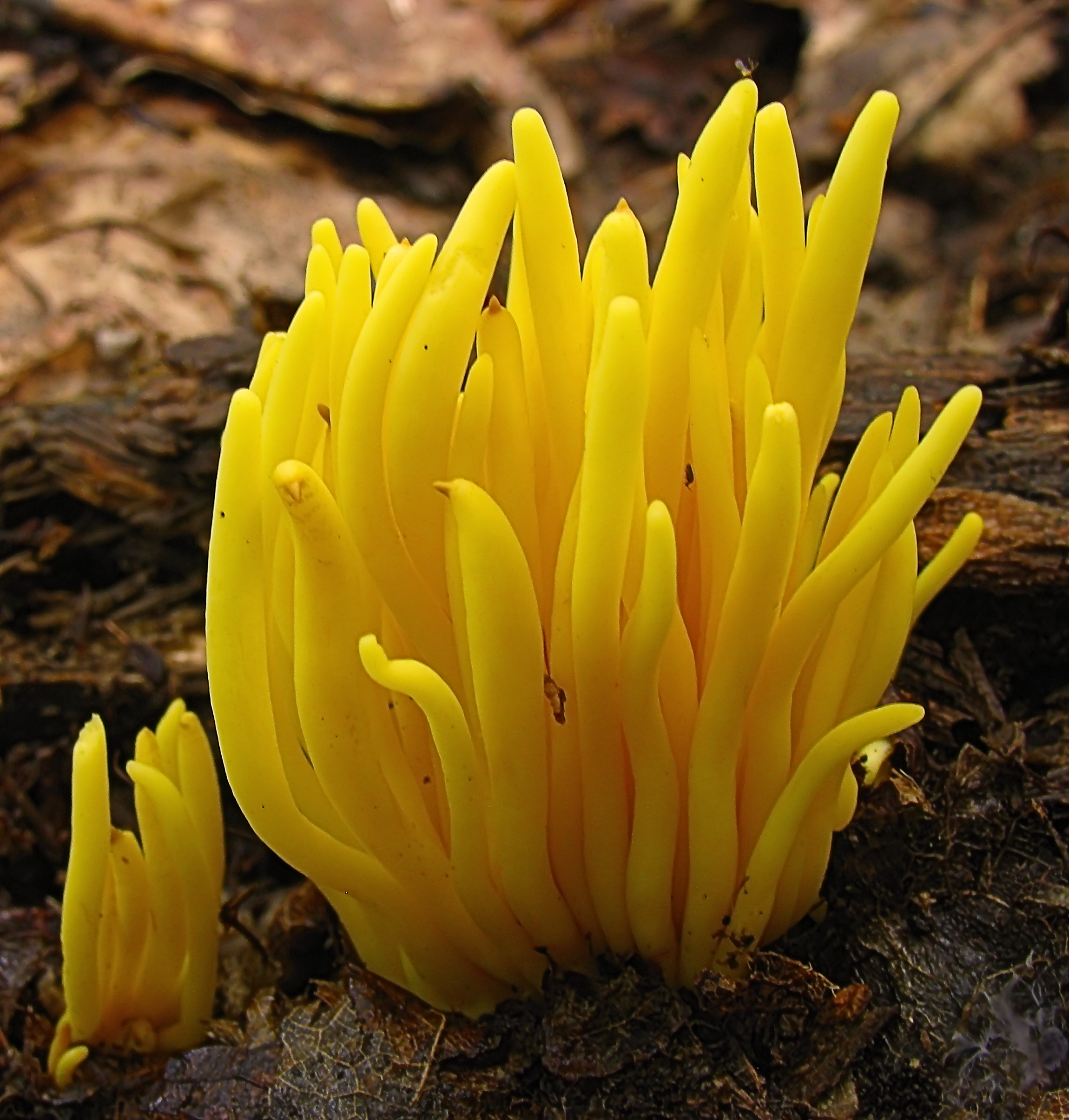
Clavulinopsis fusiformis
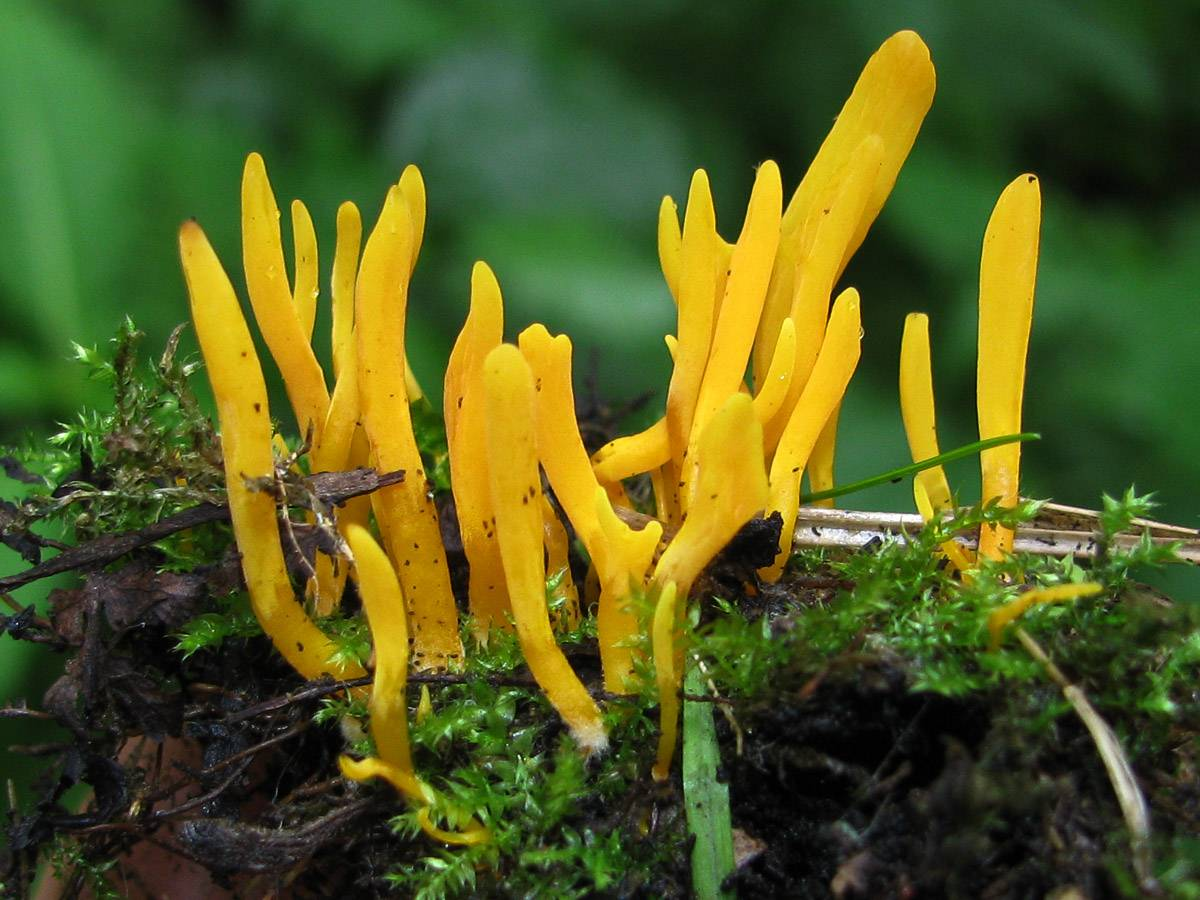
Clavulinopsis helvola
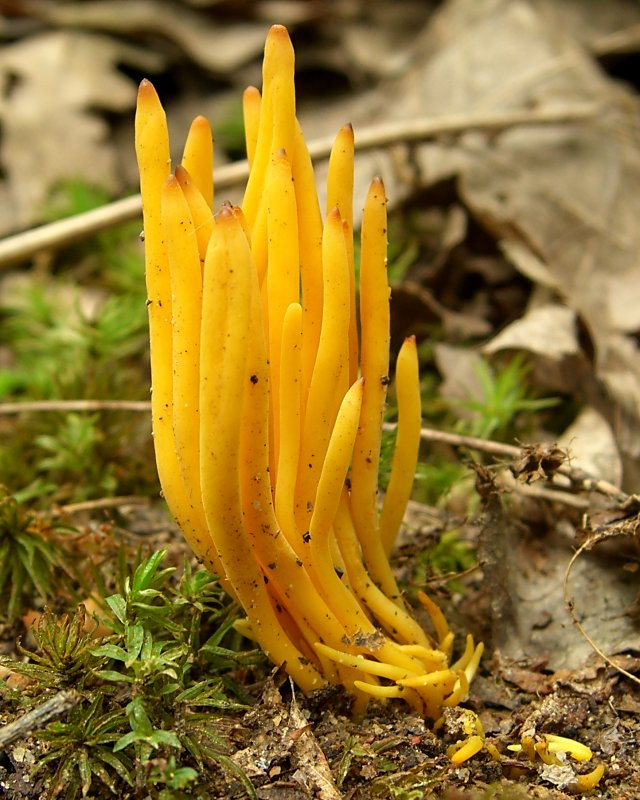
Clavulinopsis laeticolor
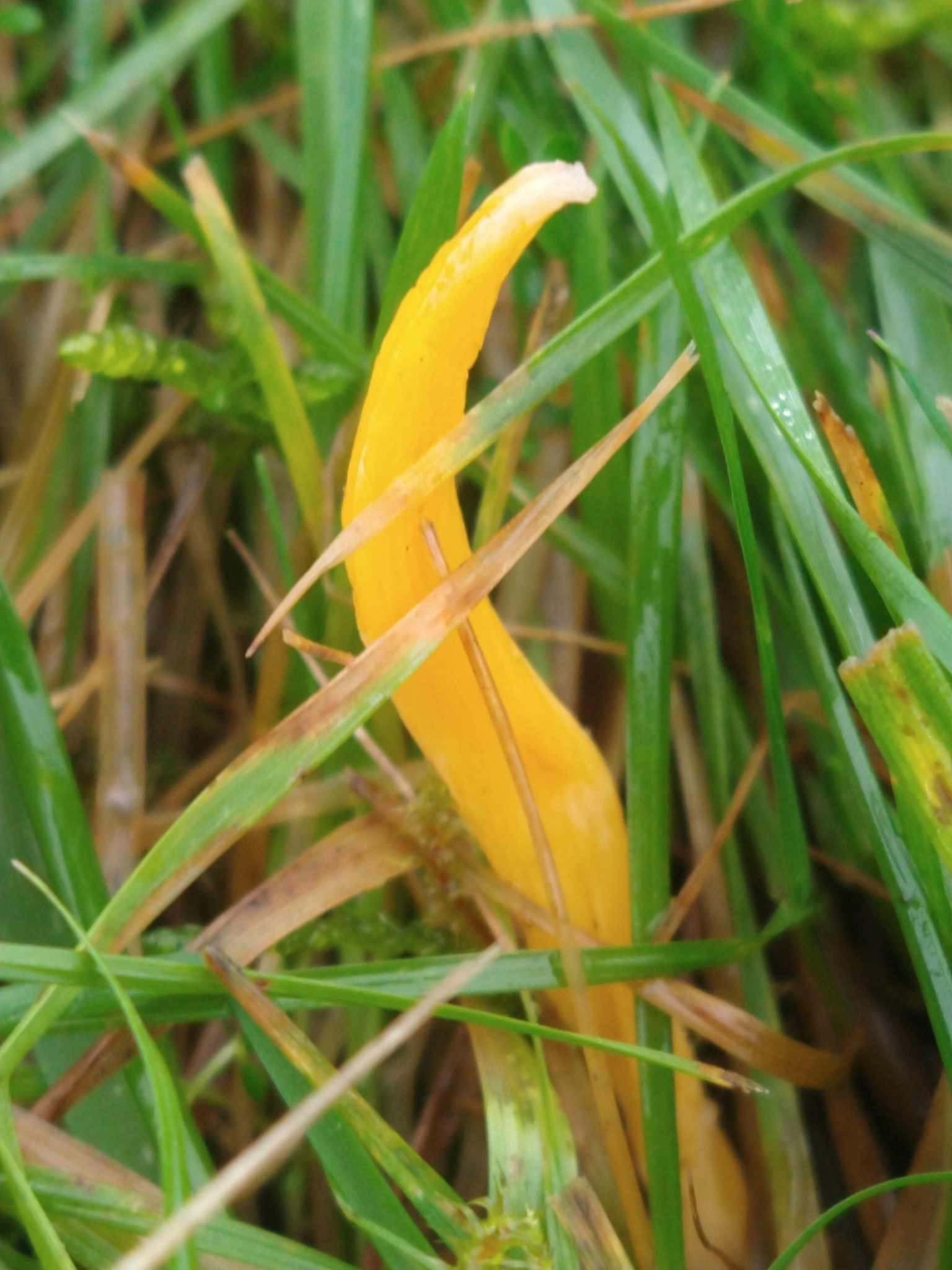
Clavulinopsis luteoalba
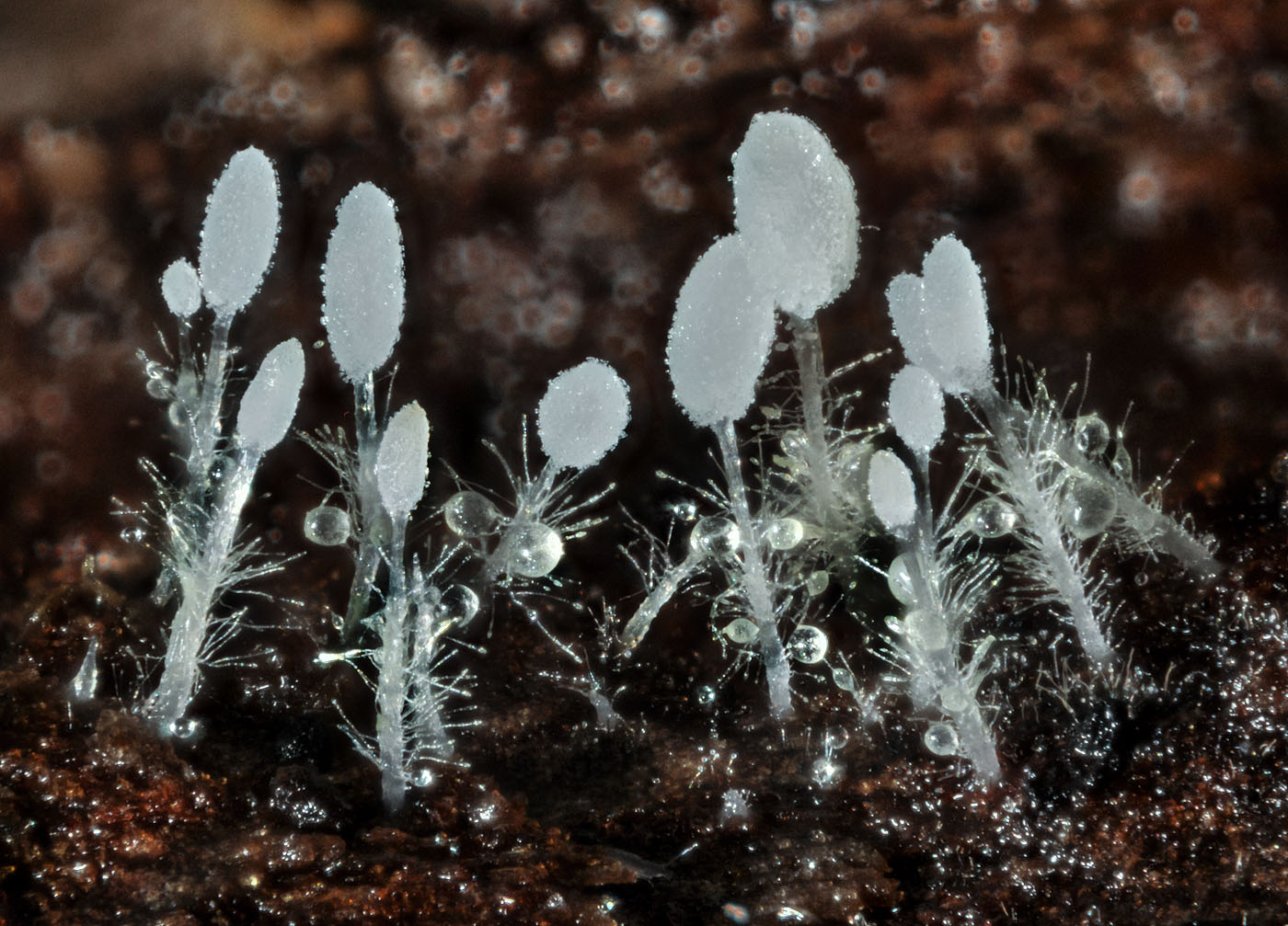
Hirticlavula elegans
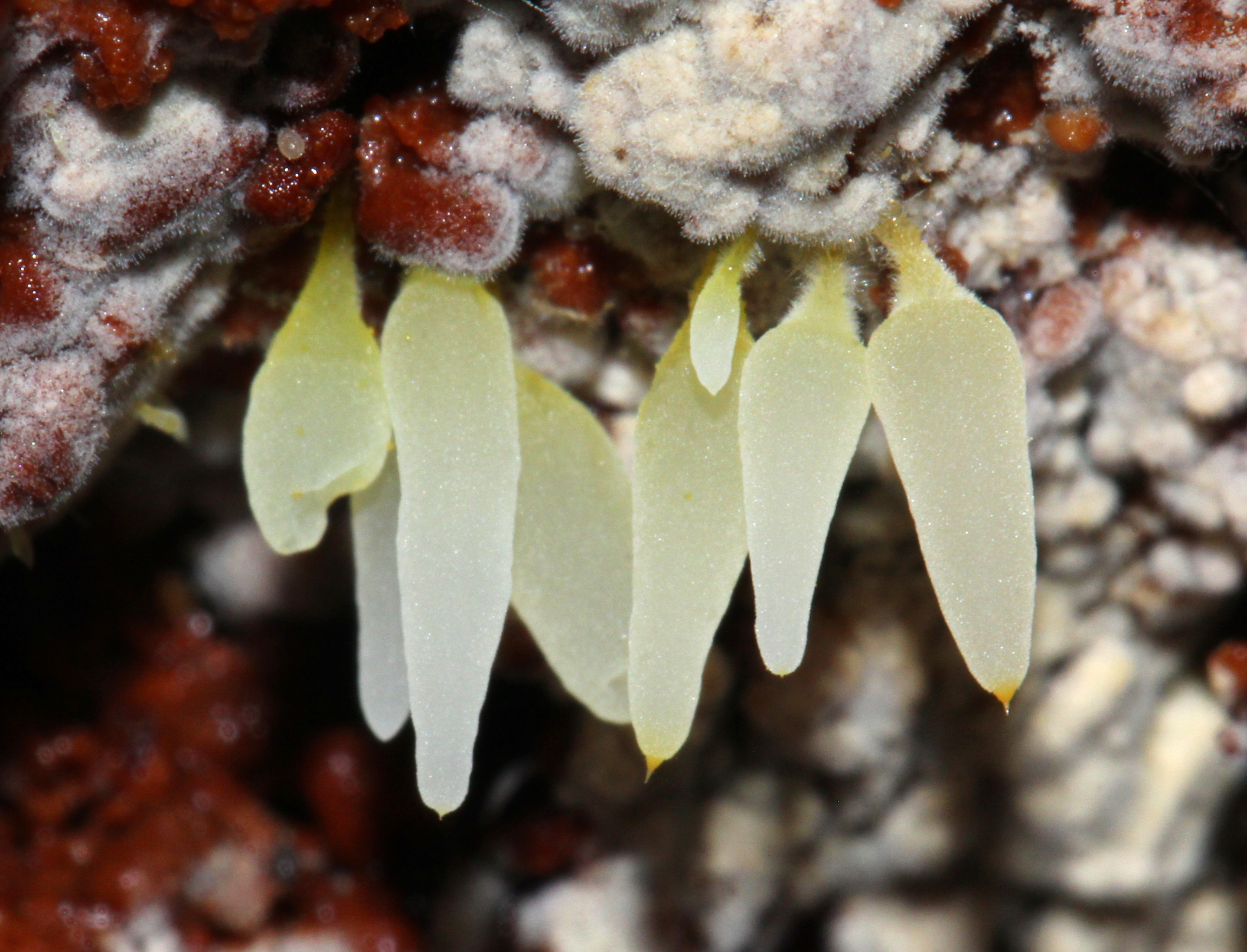
Mucronella fusiformis
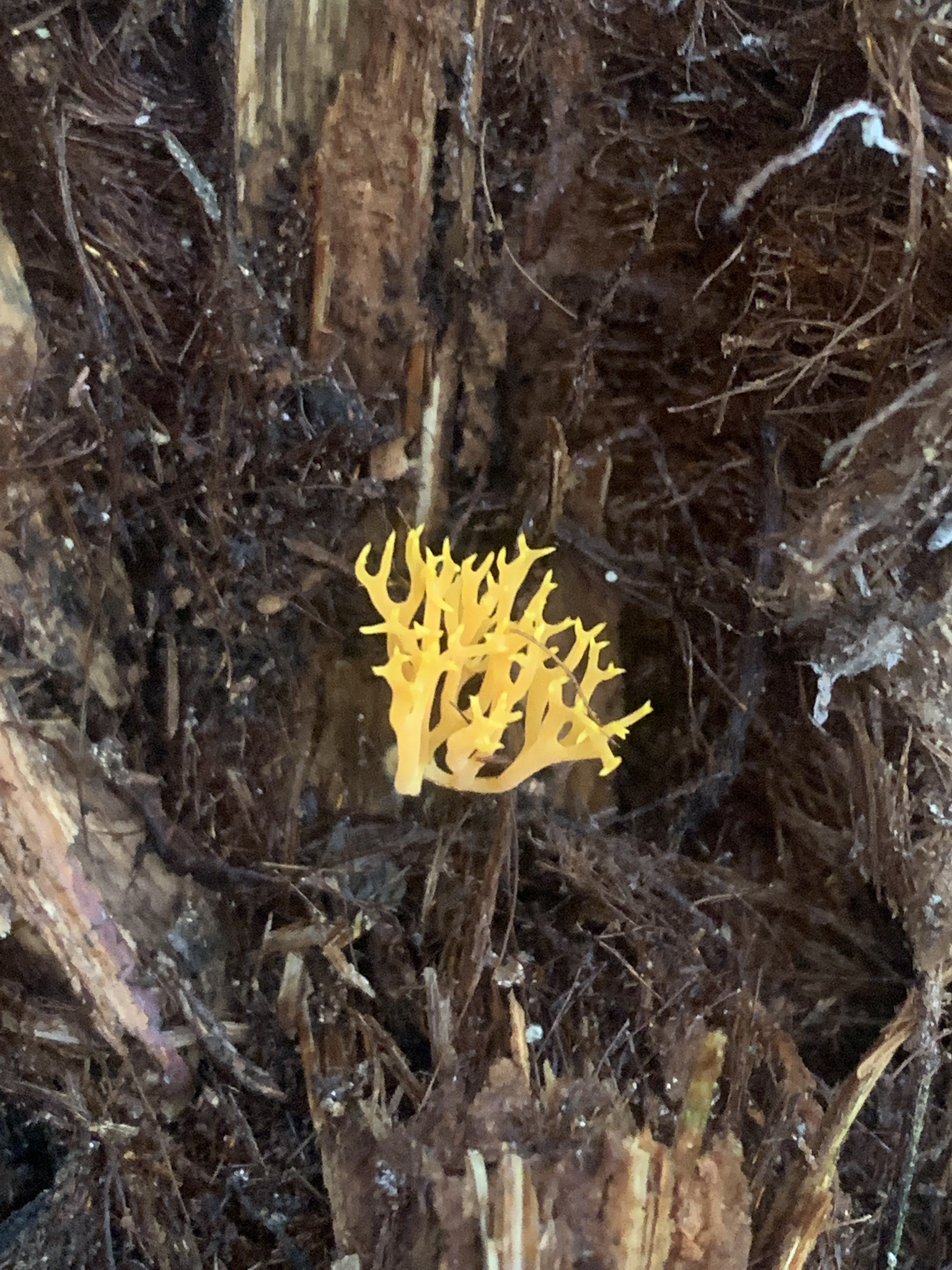
Ramariopsis crocea
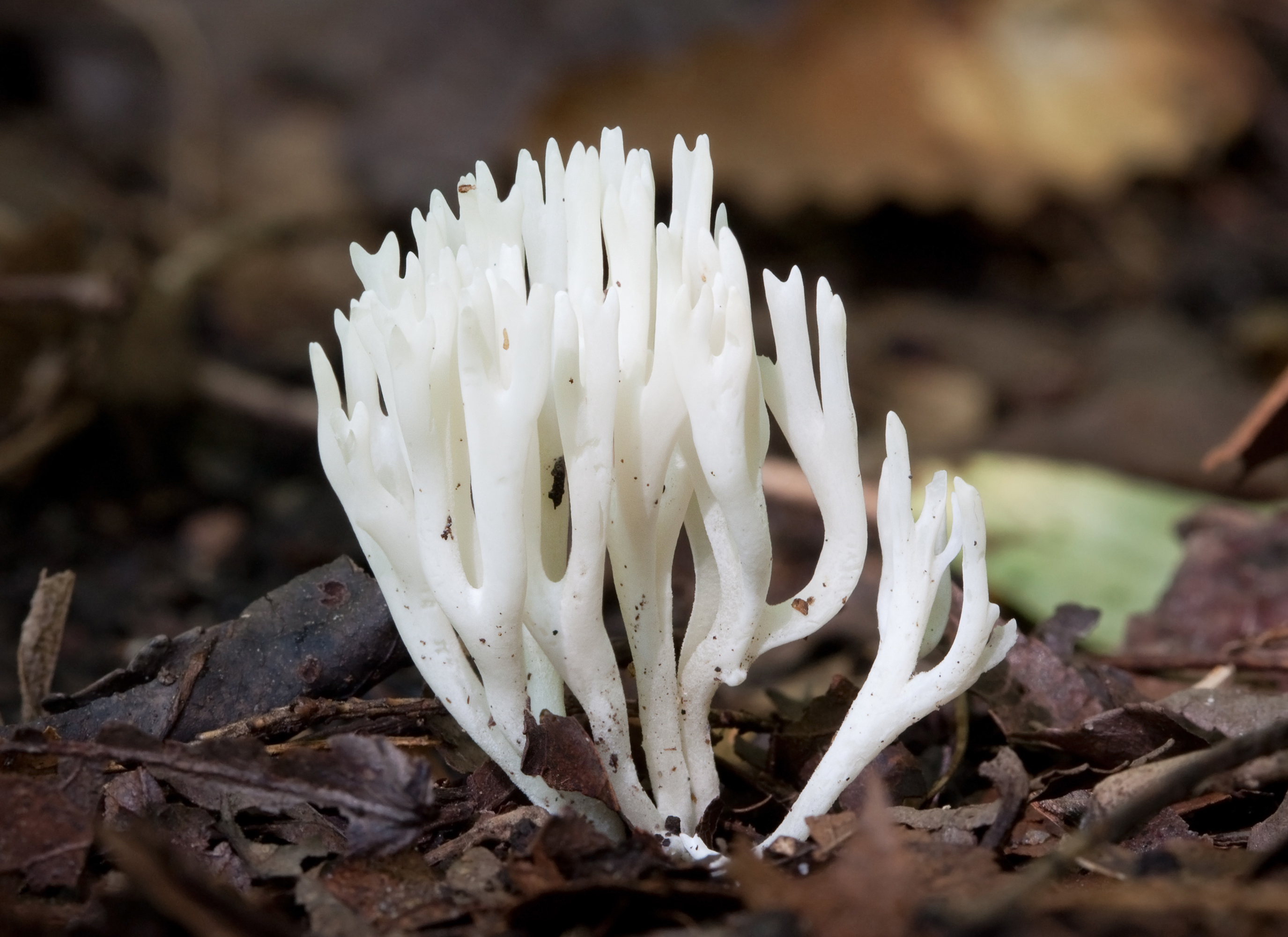
Ramariopsis kunzei
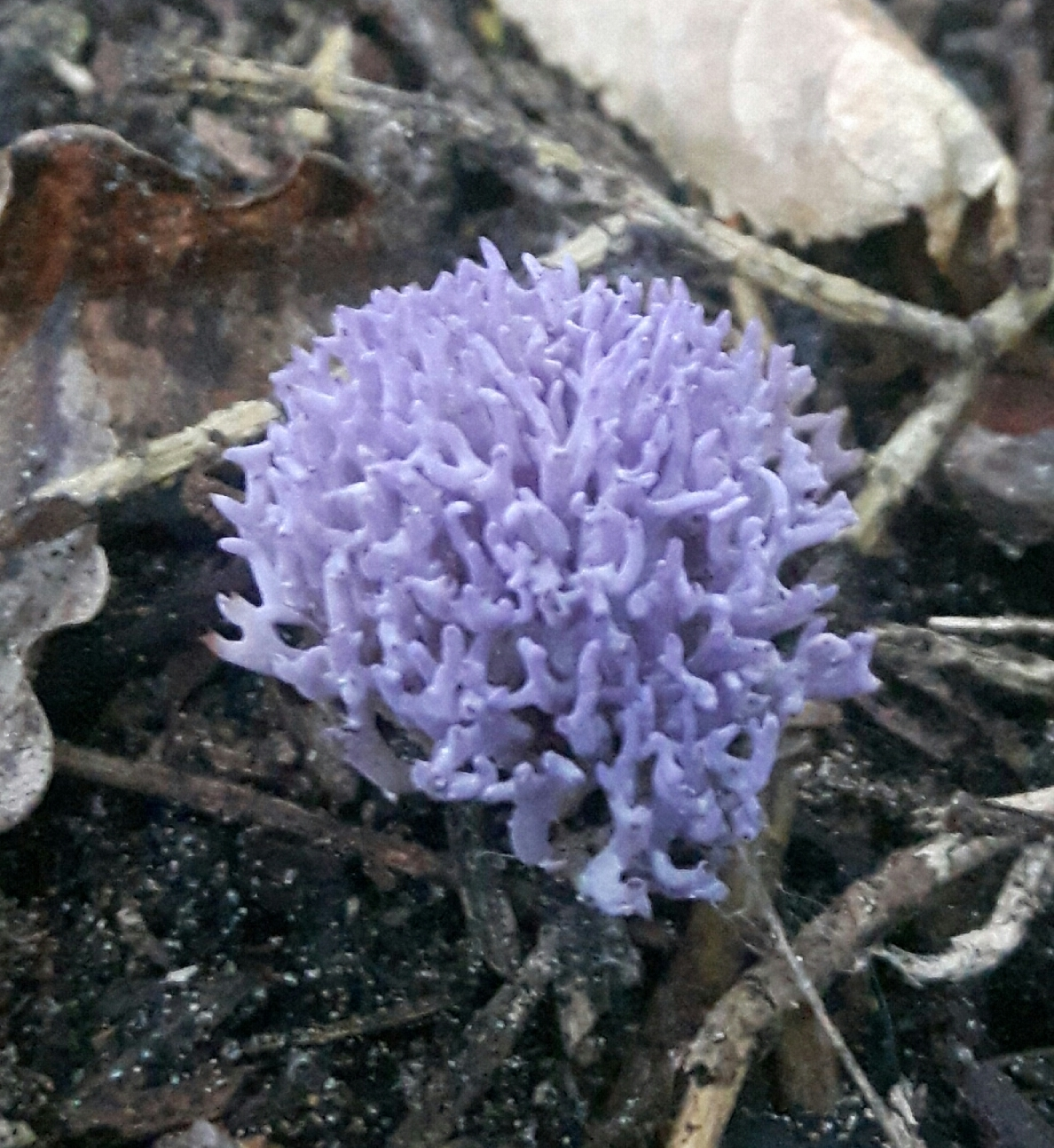
Ramariopsis pulchella
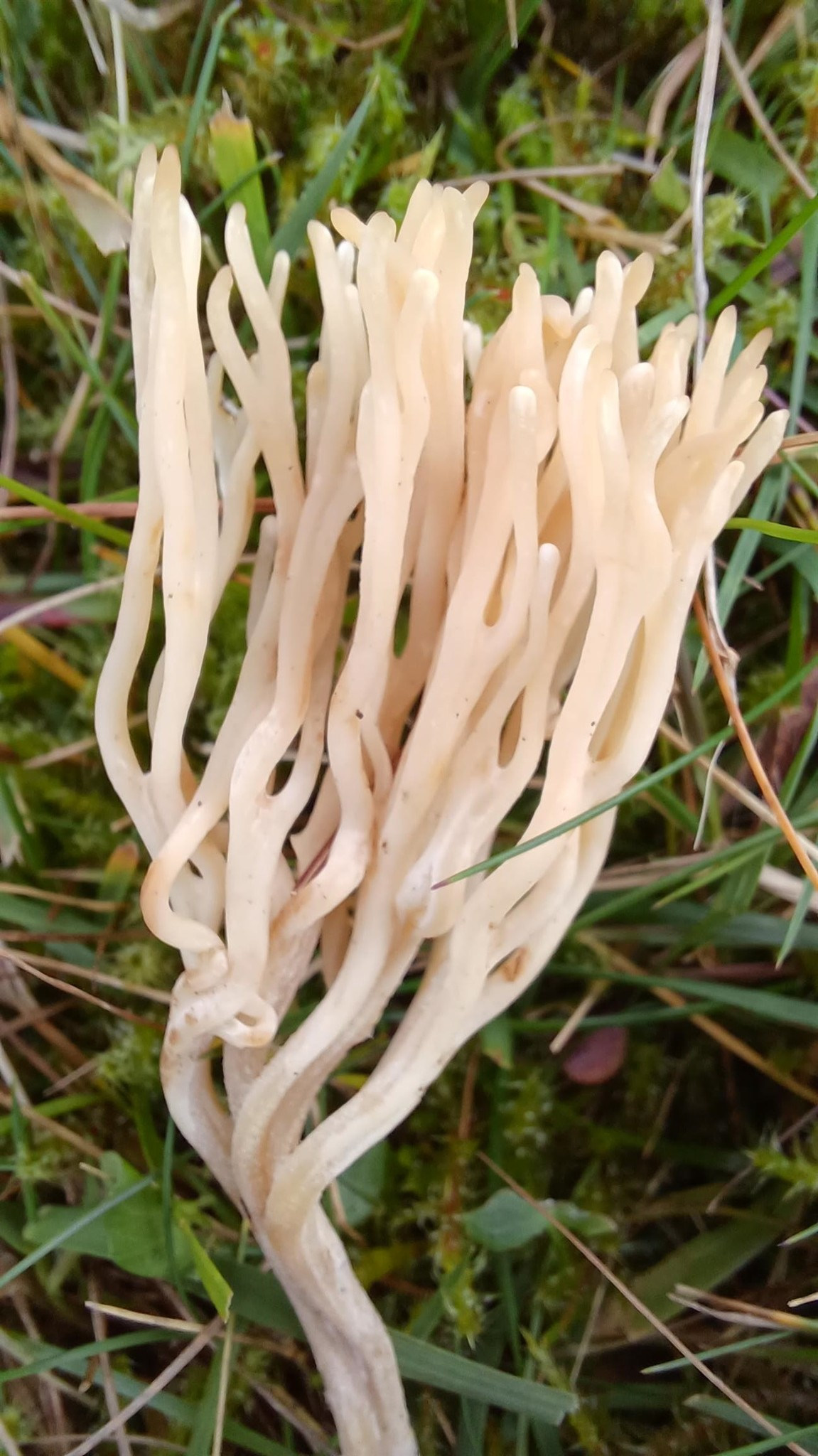
Ramariopsis tenuiramosa